# 楠诺
楠诺（義大利語：Nanno），是意大利特伦托自治省的一个市镇。总面积4平方公里，人口637人，人口密度159.3人/平方公里（2009年）。ISTAT代码为022125。